# تغذیه
نیاز انسان به خوراک یکی از احتیاجات طبیعی یا فیزیولوژیک است که مهم‌ترین عامل بقای زندگی و طول عمر می‌باشد. احتیاج به خوراک دائمی است و ارگانیسم را مجبور می‌کند تا برای بدست آوردن خوراک و رفع گرسنگی کوشش کند.
تغذیه صحیح رشد را میسر می‌سازد، به تندرستی و طول عمر می‌انجامد و با تأثیر بر روی مغز و روان سبب رشد فکری می‌گردد،
غذای انسان باید شامل پروتئینها، چربی‌ها، کربوهیدرات‌ها، مواد معدنی، ویتامین، آب و هَوا باشد تا رشد و سلامت یاخته‌های بدن تأمین شود. این مواد با تغییراتی که در لوله گوارش حاصل می‌کنند قابل جذب می‌شوند و برای تأمین نیازهای حیاتی مورد استفاده یاخته‌های بدن قرار می‌گیرند؛ و ضامن بقا هستند.

## توصیه‌های عمومی غذا خوردن در جهت حفظ سلامت بدن
1. قبل از اشتهای کامل غذا نخوریم و قبل از سیر شدن کامل دست از غذاخوردن بکشیم.
2. در هنگام خوردن غذا و حتی بعد از صرف غذا حفظ آرامش از نکات ضروری است (بسیار سریع غذا خوردن و طولانی شدن مدت زمان صرف غذا هردو بد است)
3. حرکات شدید و فعالیت‌های ورزشی و همچنین به بستر رفتن برای خواب بلا فاصله بعد از صرف غذا پسندیده نمی‌باشد.
4. تنوع و مصرف غذاهای رنگارنگ همزمان باهم باعث سوء هاضمه می‌شود مثلاً وجود چندین نوع خورشت و انواع سالاد و ترشی و ماست و سوپ و… بر سر یک سفره و استفاده ازتمامی آنها عامل سوءهاضمه و ایجاد خلط غیرطبیعی خواهد بود. همچنین مصرف بعضی از غذاها باهم می‌تواند بسیار مضر باشد که گاهی تأثیرات این تداخلات در چندین سال بعد به صورت بیماری‌های صعب العلاج بروز خواهد کرد به عنوان مثال حکمای طب ایرانی معتقد هستند مصرف همزمان گوشت با ماست می‌تواند باعث تولید خلط خام در بدن شده و بعضی از لکهای پوستی را طی چندین سال به وجود می‌آورد؛ لذا ازخوردن ترکیب غذایی ذیر جداَخودداری فرمایید:(کله پاچه+انگور)، (ماهی تازه+شیر وتخم مرغ)، (گوشت+ماست و دوغ)، (پنیر+بادام)، (حلیم+انار)، (خربزه+عسل)، (لبنیات+انواع آلو)، (سرکه+برنج وماش)
5. مداومت برمصرف یک نوع غذا نیز پسندیده نیست مثلاً هرروز برنج خوردن.
6. غذا باید به خوبی جویده شود و به آرامی بلعیده گردد و این امر باعث تسهیل در هضم معده خواهد شد و از ترش کردن و نفخ گوارش جلوگیری می‌کند.
7. پرهیز از خوردن میوه‌های نارس که باعث سوءهاضمه می‌شود.
8. اگر یک وعده غذای سنگین مصرف شود ضروری است روز بعد کم خوری و امساک وجود داشته باشد و اگر این مسئله رعایت نشود طول عمر کوتاه خواهد شد.
9. گرسنگی و سیری زیاد هردو باعث ضعف هاضمه می‌شود.
10. غذاهایی که از ارزش غذایی بالایی برخوردار هستند و سریع الهضم می‌باشند باعث حفظ سلامتی می‌گردند مانند:(نان تهیه شده از گندم کاملاً رسیده، گوشت معتدل زود هضم مانند گوشت گوسفند، مرغ و کبک و تیهو که به روش طبیعی پرورش یافته است، شیرینی جات طبیعی و معتدل مانند عسل و شیره انگور، خرما و انجیر تازه.
11. زیاده روی در مصرف ترشیجات باعث افزایش ضعف اعصاب و پیری می‌گردد.[۱]

## تغذیه سالمندان
پیرشدن و سالخوردگی با کاهش تدریجی فعالیت‌های فیزیکی و افزایش بیماری‌های مزمن همراه می‌شود و به نظر می‌رسد که بهبود تغذیه تا حد زیادی قادر است از این مشکلات پیشگیری کند یا آن‌ها را تخفیف دهد. به همین دلیل یکی از مسائل مهم سالمندان، مسائل پزشکی و بهداشتی از جمله وضعیت تغذیه آنهاست. با افزایش سن، نیاز آن‌ها به انرژی کاهش یافته و تمایل به مصرف غذا کمتر می‌شود. در این حال اگر انتخاب غذا درست صورت نگیرد، میزان دریافت مواد مغذی ضروری در آن‌ها پایین‌تر از حد مطلوب خواهد بود. عوامل مؤثر در ایجاد مشکلات تغذیه‌ای سالمندان بدین شرح می‌باشند:
1. عوامل جسمانی: مانند کاهش کل انرژی مورد نیاز، بیماری‌های مزمن، بی‌اشتهایی، تغییر حس چشایی، خرابی دندان‌ها، بی‌تحرکی، ناتوانی جسمی، مشکلات گوارشی، تداخلات دارویی یا تداخل غذا و داروها
2. مشکلات روحی و روانی: افسردگی، تنهایی، از دست دادن همسر
3. مشکلات اقتصادی: درآمد کم، کمبود امکانات برای تهیه و طبخ غذای مناسب و زندگی در آسایشگاه

نیازهای تغذیه‌ای سالمندان میزان انرژی مورد نیاز:با افزایش سن میزان نیاز به انرژی کاهش می‌یابد که می‌تواند به دلیل کاهش فعالیت جسمی، کاهش توده عضلانی و فعال بدن باشد. در صورت دریافت مازاد بر نیاز انرژی مشکلات و عوارضی مانند چاقی، فشارخون، بیماری‌های قلبی‌عروقی برای سالمند ایجاد می‌شود. میزان نیاز به انرژی برای هر سالمند متفاوت بوده و براساس وزن، قد، شرایط فیزیکی و سلامتی وی محاسبه می‌شود.
میزان پروتئین مورد نیاز سالمندان: با افزایش سن علاوه بر کاهش توده عضلانی، ذخیره پروتئینی بدن نیز کاهش می‌یابد و میزان نیاز به پروتئین با افزایش سن نه تنها کاهش نیافته بلکه ثابت مانده یا افزایش می‌یابد. به ویژه در صورت ابتلا به بیماری‌ها یا عفونت‌ها که این مسئله بسیار مهم می‌باشد. توصیه می‌شود چهل تا شصت درصد از انرژی دریافتی روزانه سالمندان از پروتئین‌ها به ویژه پروتئین‌های با کیفیت بالا تأمین شود.

## تغذیه کودکان و نوجوانان

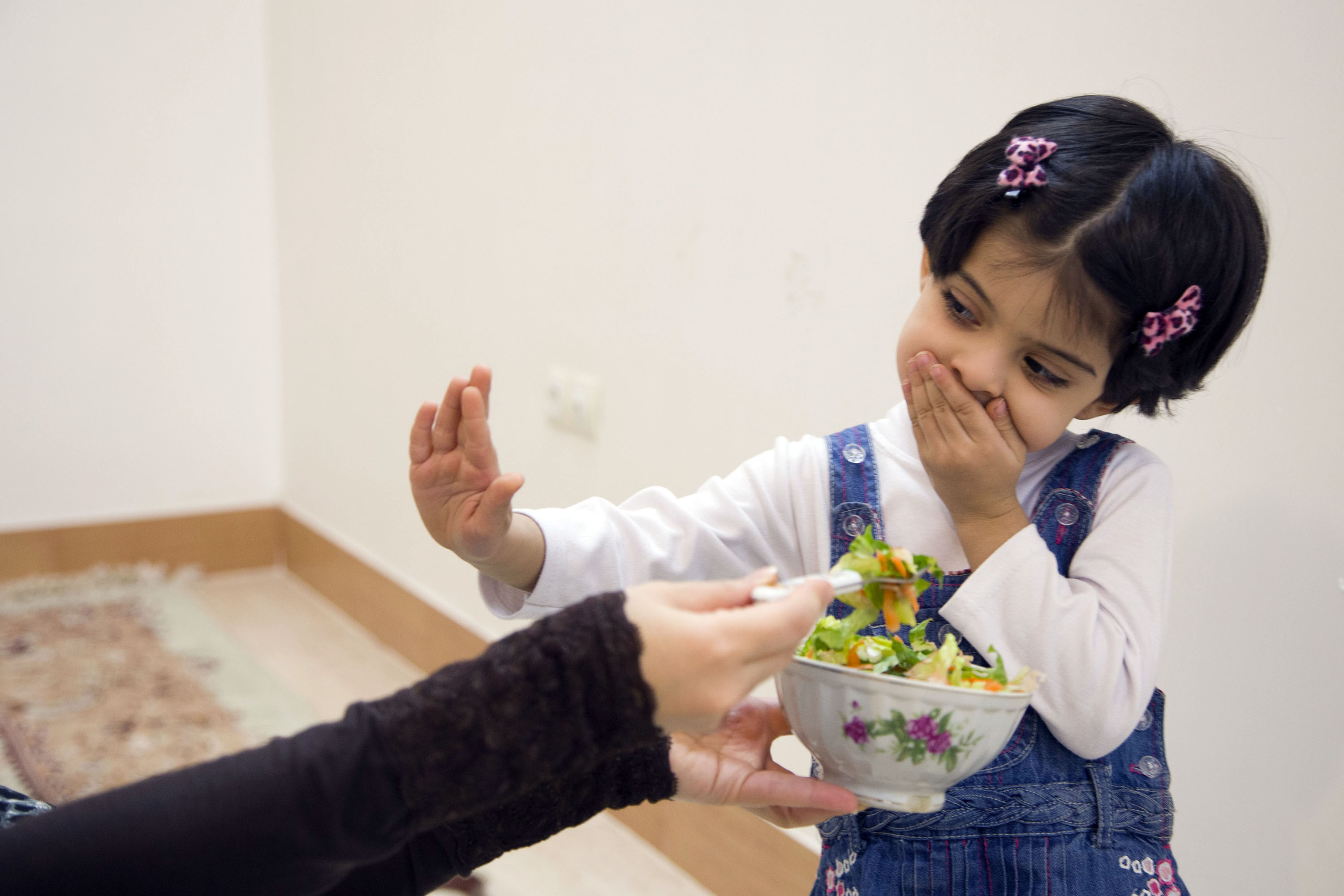
غذا خوردن کودک

از دو سالگی به بعد، اصول تغذیه برای کودکان با اصول تغذیه برای افراد بالغ مشابه است، کودک همانند افراد بالغ نیاز به میزان معینی درشت‌مغذی شامل کربوهیدرات، پروتئین و چربی و میزان معینی ریزمغذی شامل مواد معدنی و ویتامین دارد. این میزان بر حسب میزان کالری مورد نیاز کودک با توجه به سن، قد، وزن و جنسیت او قابل محاسبه است. عدم دریافت کافی هر کدام از مواد مغذی لازم ممکن است اختلالات و مشکلاتی را ایجاد کند که با مصرف مواد مغذی دیگر جبران نمی‌شود؛ بنابراین پدران، مادران و مراکز آموزشی باید باگروه‌های غذایی اصلی[۴] میزان مورد نیاز روزانه آشنایی داشته باشند و تا حدی آنها را به کودکان هم در عمل و هم در گفتار یاد بدهند. روش‌های درست تغذیه باید هر چه زودتر به کودکان آموخته شود تا به رشد و سلامت آن‌ها کمک نماید و انرژی لازم برای فعالیت‌های علمی و هنری و ورزش‌های مورد علاقه‌شان را داشته باشند.

### پایش رشد کودکان
از سال ۱۹۷۷ پزشکان اطفال و پیراپزشکان از نمودارهای رشد استفاده می‌کنند. نمودارهای رشد برای دختران و پسران و برای سنین صفر تا دو سال و دو سال به بالا بر حسب قد، وزن، پیرامون سر و همچنین نمایه توده بدنی استفاده می‌شود. این نمودارها ترکیبی از منحنی‌های بر حسب درصد توزیع فراوانی هستند که نشان می‌دهد کودک در سن مشخص نسبت به دیگر بچه‌ها در همان سن چه وضعیتی دارد. اینکه کودک روی کدام منحنی درصد قرار دارد از اهمیت کمتری برخوردار است نسبت به اینکه روند رشد کودک چگونه است؛ لذا از بدو تولد پزشک اطفال، والدین یا مراکز آموزشی باید اطلاعات قد و وزن کودک را در سنین مختلف پایش کنند تا از روند طبیعی رشد همواره مطلع باشند. امروزه برخی نرم‌افزارهای اینترنتی این امکان را ایجاد کرده‌اند تا به راحتی و با دقت بتوان کار پایش را انجام داد.

## تغذیه افراد بالغ
دوره رشد نرمال فیزیکی انسان در حدود ۱۸ تا ۲۰ سالگی کامل می‌شود. پس از آن، هر فرد با توجه به سوخت و ساز (متابولیسم) و میزان فعالیت بدنی روزانه‌ای که دارد انرژی می‌سوزاند. انرژی مورد نیاز بدن از مصرف مواد غذایی (تغذیه) تأمین می‌شود. اگر میزان انرژی دریافتی از غذاها با میزان انرژی مصرفی تعادل نداشته باشد، به مرور منجر به اضافه وزن یا کاهش وزن می‌شود؛ بنابراین یکی از اصول اصلی سلامت و تناسب اندام ایجاد تعادل در انرژی دریافتی و انرژی مصرفی است. یکی دیگر از اصول تغذیه مفهوم «هرم غذایی» است. از سال ۱۹۱۶ سازمان غذا و داروی آمریکا ایدهٔ گروه‌بندی خوراکی‌ها را مطرح کرد. در گذر زمان و با دانش جدید و به منظور ساده کردن درک آن برای همه، مباحثی مانند هرم غذایی شکل گرفت و اخیراً جای خود را به «بشقاب من» یا My PLate داده است؛ ولی مفهوم کلی همیشه یکی بوده است؛ قرار دادن خوراکی‌های مشابه در یک گروه و تعیین میزان مناسبی که یک فرد باید در روز یا هفته از هر کدام مصرف کند.
سوخت و ساز بدن هر فرد با دقت قابل قبولی بر حسب قد، وزن، سن و جنسیت او قابل محاسبه است و انرژی کل مصرفی (Total Energy Expenditure) نامیده می‌شود. میزان انرژی مورد نیاز بدن باید حدود ۵۰ تا ۶۰ درصد از منابع کربوهیدراتی، حدود ۱۵ تا ۲۰ درصد از منابع پروتئین و ۲۵ تا ۳۰ درصد از منابع چربی‌های خوب و مفید تأمین شود.

## سوءتغذیه

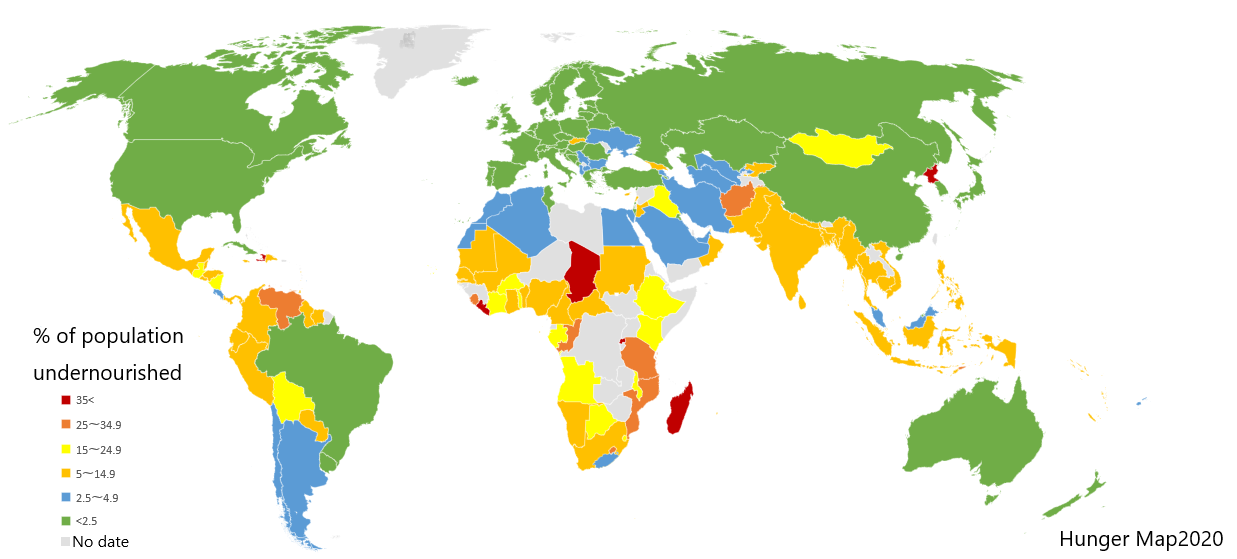
سوءتغذیه در جهان

سوءتغذیه نوعی بیماری است که به علت مصرف ناکافی یا بیش از اندازهً یک یا چند مادهٔ غذایی بروز می‌کند. در بسیاری از کشورهای در حال توسعه یکی از بزرگ‌ترین مشکلات مربوط به تغذیه قحطی و کمبود مواد غذایی لازم برای سوخت‌وساز بدن است. با این وجود، سوءتغذیه در همهٔ کشورهای جهان با نمودهای گوناگون چون چاقی، بدخوری یا کم‌خوری دیده می‌شود. بر پایه آمار سازمان بهداشت جهانی، سوءتغذیه بزرگ‌ترین عامل مرگ‌ومیر کودکان است.
از مهم‌ترین دلایل سوءتغذیه در جهان می‌توان کمبود مواد غذایی و کیفیت نامناسب آن‌ها را نام برد. قحطی‌ها، کمبود آب و خشکی، جنگ‌ها و آفات محصولات کشاورزی موجب تشدید این دو مورد می‌شوند. افزایش جمعیت، گسترش بیابان‌ها، فقر و رژیم غذایی نادرست به علت نبود اطلاعات و دانش کافی نیز نقش ایفا می‌کنند.
باید توجه داشت که خود سوءتغذیه موجب بروز بیماری‌ها و اختلالاتی در سیستم ایمنی و گوارش بدن می‌شود که جذب برخی از مواد غذایی لازم برای متابولیسم بدن را دچار مشکل می‌کند.
از طرفی دیگر، پرخوری، بدخوری و حتی رژیم‌های سخت لاغری می‌توانند موجب سوءتغذیه شوند.
در کشورهای در حال توسعه، سوءتغذیه موجب بیماری‌هایی چون آنمی، کواشیورکور، راشیتیسم، یا کوری (به علت کمبود ویتامین آ) می‌شود. طبق آمار سال ۲۰۰۴ یونیسف، کمبود آهن در نوزادان بین ۶ تا ۲۴ ماه ۴۰ تا ۶۰٪، و کمبود ید ۱۰ تا ۱۵٪ بر رشد مغز و هوش تأثیر می‌گذارد. به علاوه، کمبود آهن و ید موجب به دنیا آمدن سالانهٔ ۱۸ میلیون نوزاد دچار عقب‌ماندگی ذهنی شده، و کمبود ویتامین آ مرگ سالانهٔ یک میلیون کودک را به همراه دارد.
کاهش بهره هوشی کودکان
کاهش توانمندی جسمی و کاهش قدرت تولید بدنبال آن
کاهش قدرت یادگیری و افت تحصیلی
تغییرات رفتاری (بی‌حسی، بی‌تفاوتی، تحریک‌پذیری و…)
به‌طور کلی انواع سوء تغذیه توانمندی و کارایی کشورها را کاهش می‌دهد و موجب فقر و تشدید سوء تغذیه می‌گردد. در صورتی که چرخه شوم سوء تغذیه شکسته نشود انسان‌ها به دلیل کاهش توانمندی‌های جسمی و ذهنی قدرت تولید ندارند فقر پایدار می‌ماند و زنجیره معیوب سوء تغذیه و فقر روند توسعه کشورها را به مخاطره می‌اندازد.
با در نظر گرفتن هزینه‌های مستقیم و غیرمستقیم سوء تغذیه کودکان بر اساس شیوع ۱۵ درصدی سوء تغذیه کودکان در سال ۱۳۷۴ سوء تغذیه سالانه ۵۶۵۲ میلیون دلار به کشور ضرر و زیان زده است.
در ترکیب شیمیایی بدن یک انسان بالغ حدود ۶۵٪ آب ۳۰٪ مواد آلی (گلوسیدها ۶٪ لیپیدها ۱۲٪ پروتیین‌ها ۱۷٪) و ۵٪ درصد مواد معدنی وجود دارد. برای ادامه حیات باید مولکولهای سازنده سلولها مرتباً نو و تجدید شوند پس با اینکه حدود ۴۵ نوع ماده مغذی ضروری در بدن سنتز نمی‌شود انسان شدیداً به خوردن غذا نیازمند است و عواملی چون بیماری، رشد، حرکت، فعالیتهای جسمانی و… موجب می‌شوند که نیاز انسان به غذا افزایش پیدا کند از آنجا که علم تغذیه از علوم دیگر مستقل نیست و خود از شیمی و فیزیولوژی سرچشمه گرفته است، با علوم دیگری چون زیست‌شناسی، میکروب‌شناسی، پزشکی، زیست شیمی،ژنتیک و… نیز ارتباط دارد.
دانشمندان و کشفیات آنها: *پایه‌گذار و پدر علم تغذیه آنتوان لاوازیه (اواخر قرن ۱۸) می‌باشد. وی معتقد بود که مواد آلی در بدن با تولید CO2 و گرما اکسیده می‌شوند.
- فورکوروی، بافت چربی و نوعی کلسترول صفراوی را کشف کرد و سه محصول حیوانی را برا اساس میزان نیتروژن آنها از هم تمیز داد.
- شیل، اسید سیتریک، اسید تارتاریک، اسید لاکتیک را کشف کرد.
- مولدر؛ اصطلاح پروتئین را ابداع کرد.
- گلود برنارد، گلوکز خون را کشف کرد.
- آتواتر اولین دستگاه گرماسنج را ساخت.
- فولین، تحقیقات زیادی روی سوخت و ساز پروتئین‌ها انجام داد و دو نوع سوخت و ساز پروتئینی را مشخص نمود که عبارتند از: اندوجنوز یا سوخت و ساز پروتئینهای بافتی و اگزوجنوز یا سوخت و ساز پروتئینهای رژیم غذایی.
- فانک؛ نام ویتامین را برای مواد غذایی فرعی پیشنهاد کرد.

## تأثیر تغذیه بر ژنتیک
توالی‌های ژنی ریزی (موسوم به ریزآران‌اِی) مختصِ سنتز مولکول‌های ضروری و خاصی در بدن ما وجود دارند که معمولاً رونویسی شده و آماده بیان ژن هستند تا آن ماده‌های ضروری را سنتز کنند. درصورت انباشته شدن بیش از حد مولکول‌های ضروری در بدن، این توالی‌های ژنی خاموش شده و از متابولیسم سلولی حذف و دفع می‌شوند.
مثلاً:
اَسِتیل کولین، یک انتقال دهنده عصبی است، که حتی با افزایش سطح یک انتقال دهنده عصبی مشابه دیگر مثل نیکوتین می‌تواند بیان ژن‌های آن متوقف شود.
مطالعات نشان می‌دهد که رژیم گیاهی، در مقایسه با رژیم گوشتی می‌تواند منجر به آمادگی و فعالیّت تعداد بیشتری از توالی‌های ژنی در بدن بشود. این امر به دلیل کاهش متیلاسیون DNA، افزایش بیان ژن‌های مرتبط با سلامت و افزایش سطح ریزآران‌اِی‌های مفید رخ می‌دهد؛ زیرا در بدن گیاهخواران، مواد مغذی مورد نیاز با فعال شدن توالی‌های ژنی متعدد سنتز می‌شوند.
البته، اثرات تغذیه بر بیان ژن در افراد مختلف متفاوت است. با این حال، تحقیقات نشان می‌دهد که رژیم گیاهی می‌تواند اثر مثبتی بر بیان ژن و ارتقای سلامت کلی داشته باشد.